# Die letzte Droschke von Berlin
Die letzte Droschke von Berlin ist ein deutscher Spielfilm des Regisseurs Carl Boese aus dem Jahr 1926. 

## Handlung
Ein kalter Winter in Berlin. Der starrsinnige alte Droschkenkutscher Lüdecke weigert sich, den Wandel vom alten Pferdewagen zum Automobil mitzumachen. Sein Geschäft läuft schlecht und seine Frau Auguste beschwört den Unbelehrbaren, sich doch bitte einen 12-Zylinder zuzulegen. Lüdecke bleibt stur. Er will sich nicht von dem alten, im Vergleich zu dem der neuen Zeit gemächlichen Tempo, seinem Pferdewagen und seinem Klepper Liesken trennen. Der Sohn Karl soll Lüdeckes Geschäft eines Tages übernehmen und ahnt, wie schlecht der Vater darauf reagieren würde, wenn er das Unternehmen mit einem Automobil-Taxi anstatt mit einem Pferdewagen weiterführen wollte. 
Lüdeckes Tochter Margot ist mit dem Taxifahrer Flottmann verlobt, sie wollen heiraten. Lüdecke aber ist gegen die Heirat. 
Flottmann kauft eine Uhr bei einem Hehler für Margot als Geschenk. Das Diebesgut wird bei ihm gefunden und Flottmann muss sich bei der Polizei rechtfertigen. Flottmann sagt aus, er habe nicht gewusst, dass es sich um einen gestohlenen Gegenstand handelte. Margot erwirkt bei ihrem Vater das Einverständnis, dass sie Flottmann heiraten darf, sollte sich seine Unschuld herausstellen. Der Hehler wird gefasst und befragt und entlastet Flottmann. So steht der Heirat Margots mit Flottmann nichts mehr im Wege.
Lüdeckes Sohn Karl hat heimlich seinen Führerschein gemacht. Er schämt sich vor dem Vater und versucht das Dokument vor ihm zu verstecken. Lüdecke ist irritiert von der guten Laune des arbeitslosen Sohnes und entlockt ihm den Führerschein. Lüdecke sagt zu seinem Sohn: „Ich hätte nicht gedacht, dass Du dazu fähig bist.“ 
Lüdecke bleibt der Hochzeitsfeier seiner Tochter fern und dämmert auf seinem Kutschbock und dann in einer Kneipe vor sich hin. Angetrunken setzt er sich wieder auf seine Droschke. Endlich kommt einmal ein Kunde. Dem Kunden geht es nicht schnell genug los bei Lüdecke und er entscheidet sich für ein motorisiertes Taxi, das gerade vorbeifährt. Lüdeckes Zorn ist entfacht und er will mit dem Pferdewagen das Automobil-Taxi einholen. Dabei verliert er die Kontrolle über die Droschke und fährt auf die zugefrorene Spree. Er fällt vom Kutschbock und schlägt auf das Eis. Sein Schwiegersohn Flottmann rettet ihn und holt ihn nach Hause.
Am Ende findet die Familie eine freundliche Lösung: Die Taxi-Unternehmen Lüdecke und Flottmann fusionieren und Lüdecke kann sich mit seinem Pferdewagen einbringen.

## Hintergrund
Der Film wurde Dezember 1925 bis Januar 1926 in Berlin gedreht.
Der in den 1920er Jahren hauptsächlich als Regisseur und Produzent tätige Hauptdarsteller Lupu Pick hat den Film mit seiner Produktionsfirma Rex-Film selbst produziert. Pick setzte als Regisseur den routinierten Carl Boese ein. Der Film war als Nachfolgeprojekt von Der letzte Mann gedacht, dessen Drehbuch Carl Mayer ursprünglich für Lupu Pick geschrieben hatte. Lupu Pick hätte den Film inszenieren und selbst die Hauptrolle des Portiers spielen sollen, den unter der Regie F. W. Murnaus dann mit großem Erfolg Emil Jannings verkörperte. Der Droschkenkutscher Lüdecke ist eine diesem Portier verwandte Figur, der seine Arbeit aus Altersschwäche nicht mehr zur Zufriedenheit seines Chefs verrichten kann und zum Toilettenmann – zum letzten Mann – degradiert wird.

## Zitate
Lupu Pick nannte Die letzte Droschke von Berlin „eine naturalistische Ohrfeige für expressionistische Snobs“.